# Les Affaires et le Plaisir
Pour plus de détails, voir Fiche technique et Distribution.
Les Affaires et le Plaisir  (titre original : Business and Pleasure) est un film américain réalisé par David Butler, sorti en 1932.

## Synopsis
Earl Tinker part en croisière en Méditerranée et découvre qu'un rival commercial a une femme fatale à ses trousses...

## Fiche technique
- Titre : Business and Pleasure
- Réalisation : David Butler
- Scénario : William M. Conselman et Gene Towne d'après le roman de Booth Tarkington
- Photographie : Ernest Palmer
- Pays de production : États-Unis
- Format : Noir et blanc - 1,37:1 - Mono
- Genre : Comédie
- Date de sortie : 1932

## Distribution
- Will Rogers : Earl Tinker
- Jetta Goudal : Madame Momora
- Joel McCrea : Lawrence Ogle
- Dorothy Peterson : Mme Jane Olsen Tinker
- Peggy Ross : Olivia Tinker
- Cyril Ring : Arthur Jones
- Jed Prouty : Ben Wackstle
- Oscar Apfel : P.D. Weatheright (non crédité)
- Boris Karloff : Sheik Ali Ben Joseph (non crédité)
- Mitchell Lewis : Hadj Ali (non crédité)